# Interoperacyjność korporacyjna
Interoperacyjność korporacyjna (ang. enterprise interoperability) – właściwość przedsiębiorstwa – korporacji, spółki lub innej wielkiej organizacji – do funkcjonalnego powiązania w sposób efektywny i konkurencyjny aktywności, takich jak łańcuchy logistyczne, produkcja itp.
Zagadnienia interoperacyjności korporacyjnej mieszczą się w takich obszarach jak systemy informacyjne czy architektura korporacyjna.

## Interoperacyjność w architekturze korporacyjnej
Architektura korporacyjna (EA) przedstawia wysoki poziom projektowania możliwości korporacji, definiujący projekty IT spójne z ładem korporacyjnym i wymaganiami biznesowymi. EA obejmuje głównie:
- analizę i ocenę możliwości rozwoju biznesu;
- aplikacje, dane oraz architektury i rozwiązania techniczne;
- sterowanie realizacją programów i projektów.

Zastosowanie metodyki EA daje zestaw bloków do wykorzystania przy budowaniu docelowego systemu przedsiębiorstwa.
Interoperacyjność może być postrzegana jako zasada, wymaganie lub ograniczenie wpływające na sposoby wykorzystania bloków składających się na docelową architekturę. Z perspektywy The Open Group Architecture Framework ma to na celu uzgodnienie wymagań interoperacyjności z potencjalnymi rozwiązaniami systemów, tak aby opracowywane systemy współpracowały ze sobą.
Opracowano szereg modeli i ram, które mają pomóc w sprostaniu wyzwaniom związanym z interoperacyjnością korporacyjną w różnych krokach cyklu życia systemów.

## Ramy interoperacyjności korporacyjnej
Interoperacyjność korporacyjna była przedmiotem szeregu prac, których rezultatem są propozycje identyfikujące ramy tej tematyki. W szczególności są to projekty:
- IDEAS[1]: Opracowania dotyczące interoperacyjności w zastosowaniu do przedsiębiorstwa i oprogramowania (ang. Interoperability Developments for Enterprise Application and Software)
- EIF[2]: Europejskie ramy interoperacyjności (ang. The European Interoperability Framework)
- e-GIF: Ramy interoperacyjności e-administracji (ang. e-Government Interoperability Framework)
- FEI[3]: Ramy dla interoperacyjności korporacyjnej (ang. The Framework for Enterprise Interoperability)
- C4IF[4]: Ramy interoperacyjności połączeń, komunikacji, scalania, współpracy (ang. Connection, Communication, Consolidation, Collaboration Interoperability Framework)
- AIF[5]: Ramy interoperacyjności ATHENA (ang. Athena Interoperability Framework)
- COIN[6]: Współpraca i interoperacyjność korporacji sieciowych (ang. Collaboration and interoperability for networked enterprises)

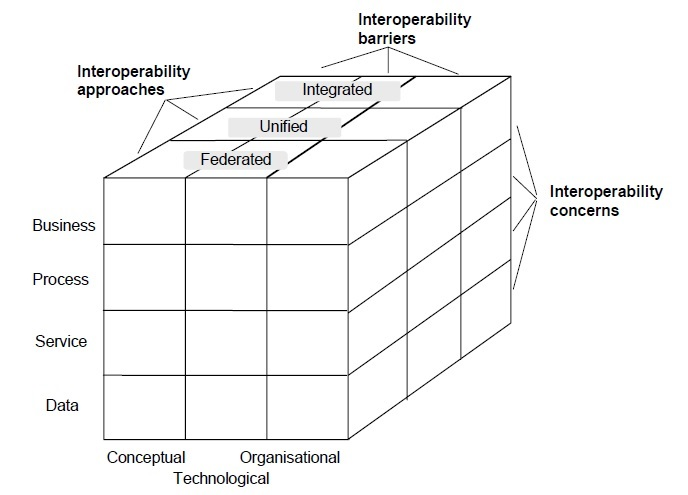
Ramy interoperacyjności korporacyjnej

Większość z tych ram uwzględnia różne aspekty, punkty widzenia i poziomy abstrakcji w zakresie:
- biznesu,
- procesów,
- wiedzy,
- zastosowań,
- technologii,
- danych,
- techniki etc.

i proponuje pomoc w modelowaniu powiązań pomiędzy tymi poziomami. Wyzwaniem jest semantyka, która obejmowałby wszystkie te poziomy abstrakcji.

## Interoperacyjność winżynierii oprogramowaniadla korporacji
Ewolucja technologii informacyjnej zmierza do używania zewnętrznych zasobów i to wykorzystywanych w miarę potrzeb. Ta ewolucja rozpoczęta w formie rozwiązań pakietowych, poprzez rozwiązania usługowe:
- Infrastruktura jako usługa (Infrastructure as a Service),
- Platforma jako usługa (PaaS),
- Oprogramowanie jako usługa (Software as a Service),

ostatnio osiągnęła postać chmury.
Szereg międzynarodowych standardów proponuje metodyki i wytyczne z perspektywy definicji procesów biznesowych, współpracy i interoperacyjności:
- ISO 15704:2000 Industrial automation systems -- Requirements for enterprise-reference architectures and methodologies
- ISO 19439:2006 Enterprise integration -- Framework for enterprise modelling
- ISO 19440:2007 Enterprise integration -- Constructs for enterprise modelling
- ISO 18629 Industrial automation systems and integration -- Process specification language
- ISO/IEC 15414:2015 Information technology -- Open distributed processing -- Reference model -- Enterprise language

Dodatkowo takie standardy jak Business Process Modeling Notation, Business Process Execution Language itp. i technologie ich implementacji proponują odpowiednie możliwości integracji. Także obejmuje możliwości łączenia, transformacji i doskonalenia modeli, wspomagające interoperacyjność.

## Oceny dojrzałości interoperacyjności
Następujące projekty proponują pewne miary dojrzałości interoperacyjności:
- LISI[7]: Poziomy interoperacyjności systemów informacyjnych (ang. Levels of Information Systems Interoperability)
- OIM[8]: Model interoperacyjności organizacyjnej (ang. Organizational Interoperability Model)
- NMI[9]: Model wzorcowy interoperacyjności NC3TA (ang. NATO Consultation, Command & Control Technical Architecture (NC3TA) reference Model for Interoperability)
- LCIM[10]: Poziomy interoperacyjności koncepcyjnej (ang. Levels of Conceptual Interoperability Model)
- EIMM[11]: Model dojrzałości interoperacyjności korporacyjnej (ang. Enterprise Interoperability Maturity Model)
- [12] System ocen w modelu dojrzałości inteligentnych sieci energetycznych (ang. Smart Grid Interoperability Maturity Model Rating System)

Podane tu podejścia do dojrzałości interoperacyjności zawierają propozycje ocen ilościowych i jakościowych.